# Gyomor
A gyomor (latinul: ventriculus, görögül: gaster) a nyelőcső és a vékonybél között elhelyezkedő, izmos falú üreges szerv. Az emésztőcsatorna legtágabb részét képezi, szerepe van a táplálék raktározásában és az emésztésben.

## Emberi gyomor

### Embriológia
A gyomor az embrionális élet negyedik hetében alakul ki, az előbél orsó alakú kitágulásával.
A gyomorhoz az embrióban egy elülső (ventralis) és egy hátulsó (dorsalis) hashártyakettőzet (meso) tartozik. A fejlődés folyamán a gyomor jobbra fordul, így megváltozik a mesok helyzete a gyomorhoz viszonyítva: a ventralis jobb oldalra kerül, belőle alakul ki a lig. hepatogastricum, a kiscseplesz (omentum minus), a dorsalis mesogastrium bal oldalra kerül, amelynek széle a nagy görbületnek felel meg, a felső részéből a lig. gastrophrenicum, a középső részéből a lig. gastrolienale, az alsó részéből a lig. gastrocolicum alakul ki.

### Anatómia

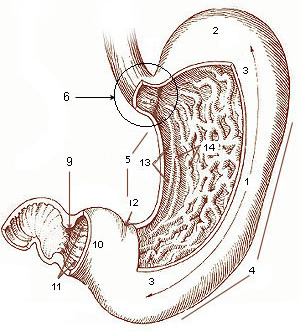
A gyomor főbb részei:
1. Corpus
2. Fundus
3. Elülső felszín
4. Nagygörbület
5. Kisgörbület
6. Cardia
9. Pylorus
10. Antrum
11. Canalis pyloricus
12. Incisura angularis
13. Canalis gastricus
14. Nyálkahártya redők

Méretek: hossza (teltségtől függően) 25 cm, szélessége 10 cm, űrtartalma (fiziológiásan) 4 liter.

Alakja: ívelt sajka alakú vagy „J” betű. Nehéz pontosan meghatározni, mert alakja változó alkat, kor, testhelyzet, teltségi fok, gyomorfal tónusa szerint.

Klasszikusan két részre osztották:
Vertikális részt (pars digestoria): a gyomor felső 2/3 része, a fundus és a corpus alkotja.

Horizontális részt (pars egestoria): pylorus közeli rész (pars antropylorica).

Újabban két nyílást, két görbületet és három fő részt írnak le:
Cardia: nyelőcső és gyomor között elhelyezkedő sphincter feladatot ellátó, ferde izomrostok által alkotott izomgyűrű, amely megakadályozza a gyomortartalom visszajutását a nyelőcsőbe.

Pylorus: a gyomor és duodenum között elhelyezkedő körkörös izomgyűrű. Kívül a Mayo-véna jelzi.

Fundus (Fundus gastricus / ventricularis): a cardiától balra elhelyezkedő kupolaszerű gyomorrész, amely a nyelőcső alsó szakaszával hegyesszöget zár be (His-szög vagy Incisura cardiaca).

Corpus (Corpus gastricus / ventricularis): fundus és angulus között elhelyezkedő gyomorrész. Az angulus (Incisura angularis) a kisgörbület azon része, ahol a pylorustól 5–6 cm-re éles szögben jobbra ível.

Antrum: az angulus és pylorus közötti horizontális gyomorrész.

Kisgörbület (Curvatura gastrica / ventricularis / minor): a gyomor jobb oldali, konkáv szegélye, kb. 15 cm hosszú, az angulus (Incisura angularis) két részre osztja. A lig. hepatogastricum (kiscseplesz) a kisgörbületet a májhoz rögzíti.

Nagygörbület (Curvatura gastrica / ventricularis / major): a gyomor bal oldali konvex szegélye, kb. 40 cm hosszú. Felső, fundusnak megfelelő rész, a nyelőcső alsó szakaszával a His-szöget alkotja. A lig. gastrocolicum a colon transversumhoz rögzíti.

#### Vérellátás

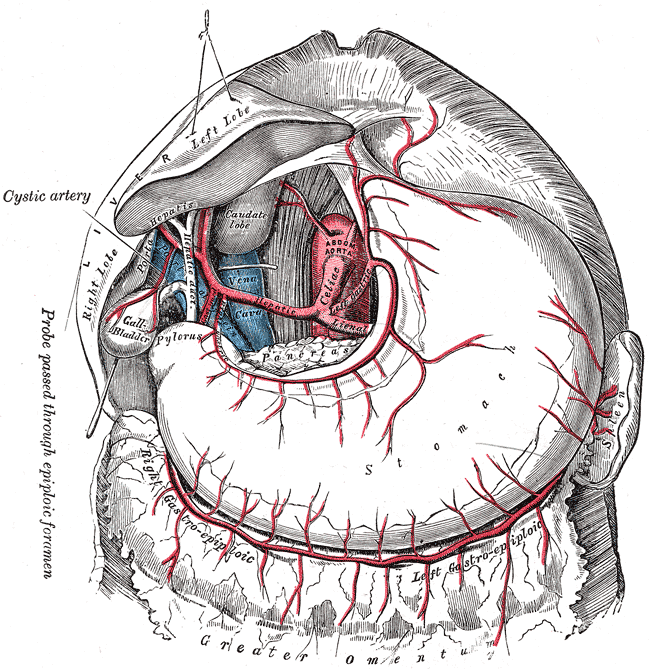
A gyomor vérellátása

Négy fő artéria (a.) és mellékartériák látják el:

a. gastrica sinistra (aorta » a. coeliaca): a cardiától a pylorus irányába fut a kisgörbület mentén.

a. gastrica dextra (aorta » a. coeliaca » a. hepatica communis): a pylorustól a cardia irányába halad.

a. gastroepiploica sinistra (aorta » a. coeliaca » a. lienalis): a fundus alatt csatlakozik a nagygörbülethez és azzal párhuzamosan halad a pylorus irányába.

a. gastroepiploica dextra (aorta » a. coeliaca » a. hepatica communis » a. gastroduodenalis): a nagygörbület mentén halad a pylorustól a fundus irányába.

aa. gastricae breves (aorta » a. coeliaca » a. lienalis): a gyomorfundust látja el.

aa. oesophagi és a. phrenica inferior (aorta »): a cardia környékét látják el vérrel.
a. gastrica posterior (aorta » a. coeliaca » a. lienalis): a gyomor mögött eredt az a. lienalisból és a fundust látja el. Az esetek csak mintegy felében fordul elő.

#### Vénás keringés

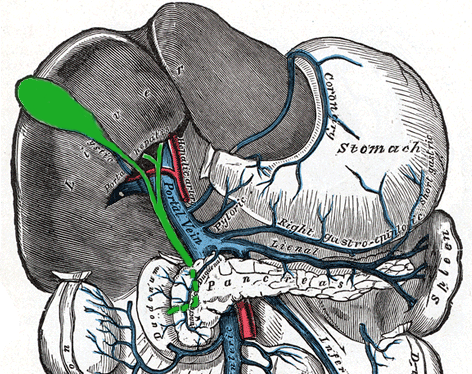
A gyomor vénái

A négy főartéria és a kisartériák mentén futnak, nevük ezeknek megfelelő és a többségük vena (v.) portae hepaticaba ömlenek.

v. gastrica sinistra (v. caronaria ventriculi) (» v. portae hepatis, esetleg a v. lienalis): a gyomor legnagyobb vénája.

v. gastrica dextra (» v. portae hepatis)

v. gastroepiploica sinistra (» v. lienalis)

v. gastroepiploica dextra (» v. mesenterica superior)

vv. gastricae breves (» v. lienalis /bal oldalon/, » v. gastrica sinistra /jobb oldalon/)
vv. oesophageales

vv. phrenicae inferiores: ez utóbbi kettő a v. cava inferiorba ömlenek és anasztomózist (postosystemas collateralisok) képeznek a rövid gyomor vénákkal. Jelentőségük portalis hypertensióban nő meg, amikor kitágulhatnak és cardio-oesophagealis vérzést okozhatnak.

v. pylorica (» v. portae hepatis): kis véna a pylorus felett

#### Nyirokkeringés

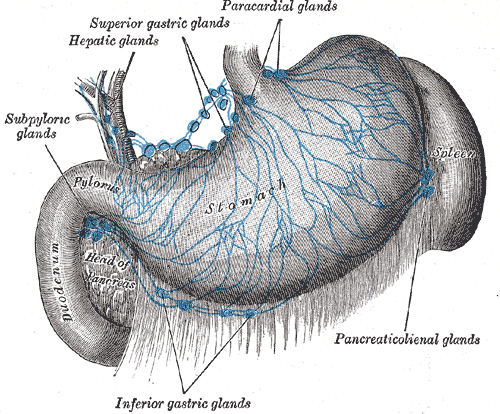
A gyomor nyirokkeringése (N1)

Két egymással kapcsolatban álló rendszer biztosítja:

1. Mucosa-submucosa rétegben

2. Muscularis-subserosa rétegben

A gyomor nyirokkeringését több módon osztályozták, ma a legelfogadottabb a Japanese Researche Society for Gastric Cancer beosztása: A nyirokcsomó régiókat három csoportba osztja:

I. csoport (N1), a gyomor mellett helyezkednek el:

1. jobb oldali paracardialis nyirokcsomók

2. bal oldali paracardialis nyirokcsomók

3. kisgörbület menti nyirokcsomók

4. nagygörbület menti nyirokcsomók

5. suprapyloricus nyirokcsomók

6. infrapyloricus nyirokcsomók

II. csoport (N2), a pancreas feletti nyirokcsomók, a májkaputól a léphilusig:

7. a. gastrica sinistra menti nyirokcsomók

8. a. hepatica communis menti nyirokcsomók

9. tr. coeliacus körüli nyirokcsomók

10. a. lienalis menti nyirokcsomók

11. léphilusban elhelyezkedő nyirokcsomók

12. lig. hepatoduodenaleban található nyirokcsomók

III. csoport (N3), retroperitonealis nyirokcsomók, egyesek már metastasisnak tartják:

13. a pancreasfej mögötti nyirokcsomók

14. a mesenteriumgyök nyirokcsomói

15. a mesenterium nyirokcsomói

16. paraaorticus nyirokcsomók

#### Beidegzés

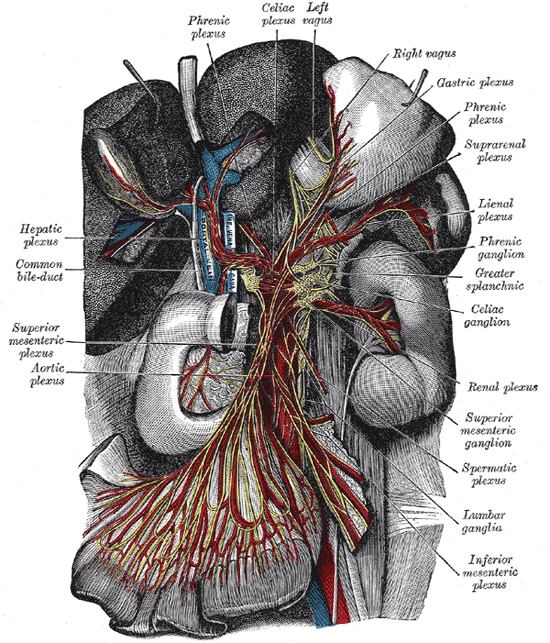
A gyomor beidegzése

Két saját ideghálózattal rendelkezik, mindkét hálózat szimpatikus és paraszimpatikus rostokat is kap:
- Meissner-idegfonat vagy plexus (pl.) submucosus, a submucosus rétegben helyezkedik el
- Auerbach-idegfonat vagy például myentericus, az izomrétegben van

Szimpatikus beidegzés:
- afferens rostokat elsősorban ganglion (ggl.) coeliacus, ggl. stellatum, ggl. mesentericum sup.-ból kap.
- efferens rostoknak a fájdalom közvetítésében van szerepe.

Paraszimpatikus beidegzést a N. vagus két törzse (truncus) végzi.
- truncus (tr.) anterior (bal elülső ág)
  - ramus (r.) hepaticus: a májhoz fut
  - r. antralis anterior (elülső Laterjet-ideg): a gyomor elülső falát idegzi be
  - r. duodenopancreaticus
- tr. posterior (jobb hátsó ág)
  - r. coeliacus: ggl. coeliacushoz ad ágakat
  - r. antralis posterior (hátsó Laterjet-ideg): a gyomor hátsó falát idegzi be
  - r. criminalis: gyomor fundust idegzi be

### Tájanatómia
A gyomor a hasüregben, a bal rekeszizom alatt helyezkedik el. Szomszédos szervek:
- Cranialisan: máj, rekeszizom
- Caudalisan: colon transversum és mesocolon
- Jobb oldalon: máj
- Bal oldalon: lép
- Ventralisan: mellkas- és hasfal
- Dorsalisan: hasnyálmirigy

### Szövettan
Nyálkahártya (tunica mucosa): egyrétegű hengerhám fedi, alatta corion (lamina propria mucosae) helyezkedik el, amelybe beágyazódnak a gyomormirigyek. Alsó részén egy vékony simaizom réteg található (lamina muscularis mucosae). A nyálkahártyán redők figyelhetők meg a fundus és a corpus szintjén, amelyek lehetővé teszik a gyomor tágulását. A redők cardiától az angulusig hosszanti irányba helyezkednek el.

Submucosa: vastag laza rostos kötőszöveti réteg alkotja, amelyben gazdag vér- és nyirokérhálózat foglal helyet. Itt található a Meissner-féle plexus is, amelynek az autonóm beidegzésben van szerepe.

Izomréteg (tunica muscularis): 3 rétegben elhelyezkedő, jól fejlett simaizom alkotja. A külső és középső réteg között helyezkedik el az Auerbach-plexus.

Belső: ferde
Középső: körkörös
Külső: hosszanti
Serosa (tunica serosa): visceralis peritoneum alkotja.

A nyálkahártya sejtjei
Fősejtek: pepszinogént választanak ki, amelyből pepszin aktiválódik.

Melléksejtek: mirigyjáratok felszínén és a nyaki részén helyezkednek el, és nyákot (mucint) termelnek.

Fedősejtek (falsejtek, parietalis sejtek): pentagastrin hatására gyomorsavat (sósavat) és intrinsic faktort termelnek.

G-sejtek: gastrint szintetizálnak és tárolnak, a mirigyek középső harmadában helyezkednek el.

GEP-sejtek: a mirigyek bázisán helyezkednek el.

### Fiziológia
A gyomor a lenyelt táplálékot a mozgásai által homogenizálja, a termelt sósav csökkenti a baktériumok számát, a pepszin megkezdi a fehérjék emésztését, egyes anyagok pedig már itt felszívódnak.

A gyomornedv elválasztó működésének fázisai:

Cephalicus fázis: a táplálék látványa, ízlelése vagus izgalmat hoz létre, amely savsecretiot indukál.

Gastricus fázis: a gyomorfeszülés és a vagus-izgalom gastrin felszabadulást idéz elő, ez a gyomorsav secretiot serkenti. A pentagszcén hormon, mely serkenti az emésztés beindulását.

Intestinalis fázis: elsősorban a sósav hatására a duodenum és jejunum nyálkahártyában képződött hormonok a gastrin felszabadulását csökkentik, ezáltal csökken a savsecretio.

Gyomornedv összetétele:
- sósav: corpus és fundus fedősejtjei termelik
- nyák (mucin): corpus és antrum melléksejtjeinek terméke
- enzimek: pepsinogén (a pepsin előanyaga), a fősejtek termelik
- intrinsic faktor: a fedősejtek terméke
- lenyelt nyál és visszafolyó duodenumnedv

### Fontosabb betegségek
Gyomorgyulladás (gastritis)
- Heveny gyomorhurut (acut gastritis)
- Idült gyomorgyulladás (chronicus gastritis)

Gyomorfekély (ulcus gastricus)

Zollinger-Ellison-szindróma
Gyomordaganatok
- Jóindulatú gyomordaganatok
- Rosszindulatú gyomordaganatok